# Paul Goodison
Paul Goodison, född den 29 november 1977 i Brinsworth i Storbritannien, är en brittisk seglare.
Han tog OS-guld i laser i samband med de olympiska seglingstävlingarna 2008 i Qingdao i Kina.